# I Don't Care (Ricky Martin)
I Don't Care è un brano musicale del cantante portoricano Ricky Martin, pubblicato nel 2005 come singolo estratto dal suo decimo album, Life.
Il brano vede la collaborazione nella parte cantata del rapper Fat Joe e della cantante Amerie, mentre nella versione spagnola che si intitola "Que Más Dá", la parte vocale di Amerie è cantata da Debi Nova.
I Don't Care/Que Más Dá ha avuto un discreto successo a livello mondiale, spinto soprattutto dall'avvento del download digitale. Come sempre per Ricky Martin, il grosso del successo l'ha ottenuto nella classifica Hot Latin Track, dove è riuscito ad entrare in top ten.

## Il video
Il video per I Don't Care/Que Más Dá è stato girato a Brooklyn, New York, e vede la partecipazione sia di Amerie che di Fat Joe. Il video, registrato sia in inglese che in spagnolo, è il primo prodotto per il suo album Life.

## Tracce
1. I Don't Care (Single Version)  3:54
2. I Don't Care (Lady Tunes Reggaeton Mix)  3:23

## Remix ufficiali
- Ralphi & Craig's Club Mix
- Ralphi & Craig's Club Radio Edit
- L.E.X. Club Mix
- L.E.X. Raggaeton Mix
- Luny Tunes Raggaeton Mix
- Norty Cotto Clubber Mix
- Norty Cotto Radio Edit
- Boricua Mix

## Classifiche
| Paese                               | Posizione massima |
| ----------------------------------- | ----------------- |
| Billboard Hot 100                   | 65                |
| Billboard Hot Dance Music/Club Play | 3                 |
| Hot Latin Tracks                    | 7                 |
| Svizzera                            | 20                |
| Austria                             | 45                |
| Francia                             | 16                |
| Paesi Bassi                         | 20                |
| Belgio                              | 15                |
| Svezia                              | 31                |
| Finlandia                           | 10                |
| Italia                              | 6                 |
| Australia                           | 25                |